# 기악

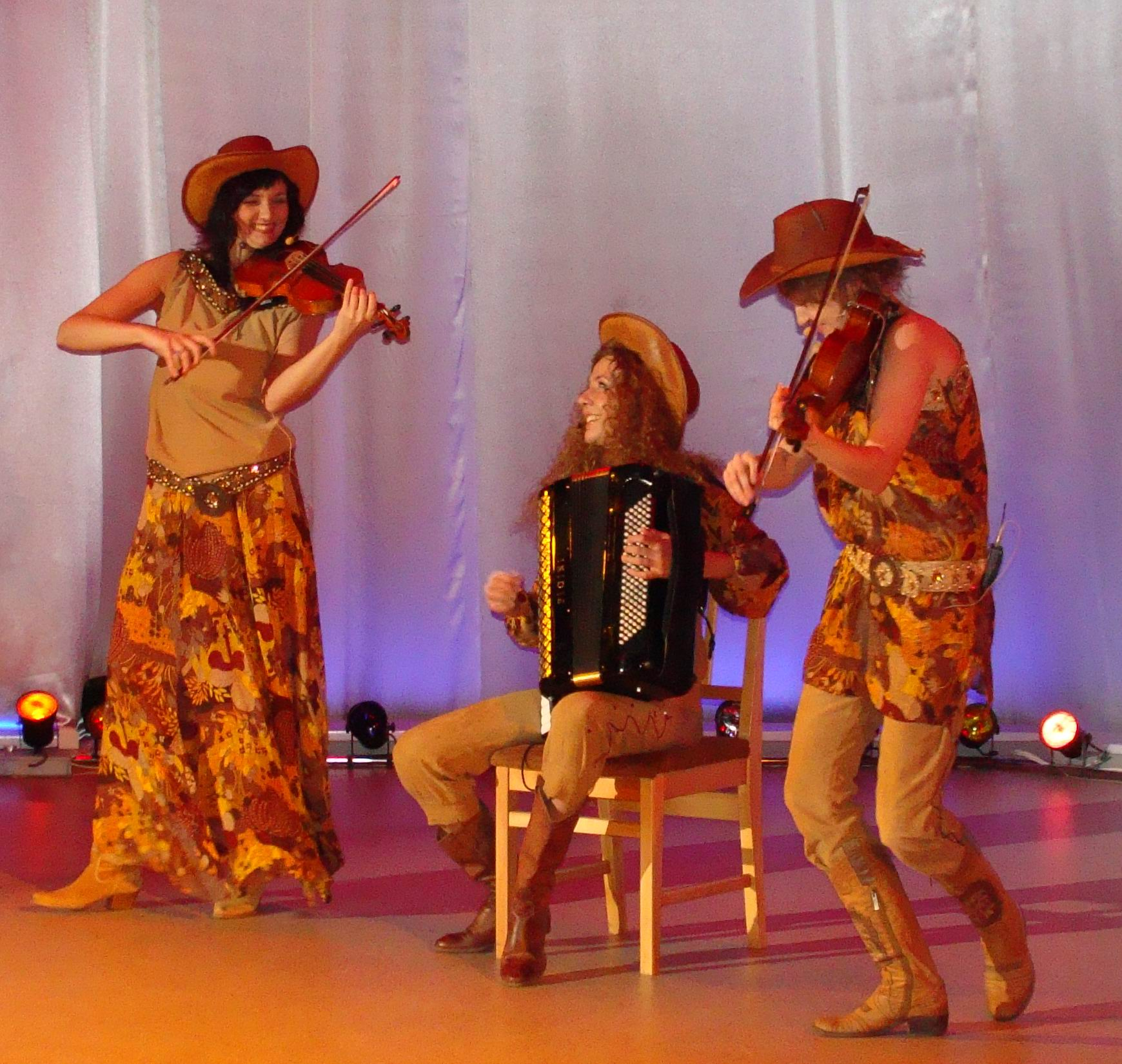

기악(한자:器樂)은 악기로 연주되는 음악을 말한다. 독주, 중주, 합주로 나뉜다. 또 합주는 관현악, 현악 합주, 관악 합주로 나뉜다. 이때 사용되는 악기는 일정하지 않으며, 악기의 편성 방법도 각양각색이다. 때로는 보조적 수단으로 성악도 포함하는 경우가 있다. 루트비히 판 베토벤의 교향곡 9번이 그 한 예이다.
한편 20세기에 이르러서는 성악에 뜻이 명쾌한 가사를 부르게 하지 않고, 성악을 기악적으로 다룬 것도 나타났다. 기악의 역사는 매우 오래지만 르네상스 시대에 이르러 근대 기악의 합주 기초가 확립되었고, 기악과 성악의 명확한 분리가 시행되었다. 이후 성악이 따르지 않는 소위 순기악을 실용음악으로가 아니라 예술적으로 감상하게 되었다.

## 기악곡의 형식
- 겹세도막 형식: 두도막 형식이나 세도막 형식이 3개 합쳐진 3부 형식으로 주로 춤곡이나 행진곡 또는 소나타의 3악장에 주로 쓰인다.

A(aba)   + B(Trio|cdc)+   A(aba)
- 론도 형식(Rondo form): 제 1주제(A)를 제시하고 반복하는 동안 사이 사이에 대조되는 새 주제(제 2주제(B), 제 3주제(C)를 끼워 연주하는 형식, <론도>란 '돈다'라는 뜻을 가지고 있다.

(크게 3부분으로 나눌 수 있다).
[A  + B + A] + [C] + [A + B + A] + (Coda)
- 변주곡 형식(Variation form): 간단한 주제(Theme)를 제시하고 이에 박자, 가락, 리듬, 화성, 조성, 빠르기 등의 변화를 주는 형식,

A  + A¹ + A² + A³ + A⁴…
- 소나타 형식(Sonata form): 고전파 시대에 주로 쓰이고 발전한 소나타 형식은 2개의 대조되는 주제가 나타나는 제시부를 비롯하여 주제들이 발전하는 발전부, 처음의 제시부가 다시 나오는 재현부의 3부분으로 구성되는 기악곡 형식이다. 소나타의 1악장에 주로 사용되어 '소나타 형식'이라고 불리게 되었으며, Allegro에 주로 사용되어 Sonata-allegro-form 이라고 한다.

- 제시부 - 주제가 제시됨 (제1주제와 제2주제의 음악적인 대조)
- ⁠ 발전부 - 주제를 발전, 전개, 확장시킴(화성, 리듬, 조성 변화)
- ⁠ 재현부 - 제시부의 주제를 반복

## 기악곡의 종류

### 다악장의 기악곡
- 소나타(Sonata): 소나타 형식을 포함하는 3~4악장의 기악곡이다.

1악장(빠름) - 소나타 형식, 2악장(느림) - 가요 형식, 3악장 - 미뉴에트 또는 스케르초, 4악장(빠름) - 론도 형식   -
※ 소나티네(Sonatine)는 소나타가 축소되어 규모가 작아진 3악장의 곡이다.
- 교향곡(Symphony): 관현악을 위한 소나타로 규모가 가장 크다.

※ 기악 독주를 위한 소나타는 그냥 소나타라고 부른다 ex) 피아노 소나타, 바이올린 소나타 등
- 협주곡(Concerto): 독주 악기와 관현악을 위한 소나타로, 보통 3악장으로 구성되어 있다. 독주자의 기교가 발휘되는 '카덴차(cadenza)' 부분이 있다.
- 모음곡(Suite): 춤곡을 일정한 순서대로 모은 고전 모음고과 소규모의 곡을 일정한 형식 없이 작곡가의 자유로운 생각대로 모은 근대 모음곡이 있다.

### 단악장의 기악곡
- 춤곡(Dance music, 무곡): 춤을 출 때 연주되는 곡이며, 독립된 연주곡으로도 쓰인다.

1. 미뉴에트(Minuet) - 3박자의 곡, 프랑스 상류층에서 유행하던 화려하고 우아한 춤곡
2. 왈츠(Waltz) - 3박자의 곡, 원래 독일 농민들의 춤곡이었으나 오스트리아에서 예술 음악으로 발전됨
3. 마주르카(Mazurka) - 3박자의 곡, 정열적이고 쾌활한 폴란드의 민속 춤곡
4. 볼레로(Bolero) - 4박자의 곡, 리듬이 특징적인 스페인의 춤곡
5. 폴카(Polka) -2박자의 곡, 경쾌하고 활기찬 보헤미아의 춤곡
6. 알라망드
7. 지그
8. 샤콘느
9. 하바네라
10. 폴로네이즈

(이외에도 많은 춤곡들이 있음)
- 서곡(Overture): 오페라, 오라토리오, 발레 등의 막이 오르기 전에 연주하는 곡이며, 독립된 연주곡으로도 쓰인다.
- 스케르초(Scherzo): 익살을 뜻하며, 3박자의 빠르고 경쾌한 곡이다.
- 즉흥곡(Improtemptu): 즉흥적으로 자유롭게 작곡된 곡이다.
- 에튀드(Etude): 연주 기교를 익히기 위한 연습곡이며, 독립된 연주곡으로도 쓰인다.
- 녹턴(Nocturne): 야상곡이라고도 하며, 속도가 느리고 꿈꾸는 듯한 느낌의 부드러운 기악곡이다.
- 행진곡(March): 행진할 때 발을 맞추기 위해 작곡된 2박 또는 4박자의 곡이며, 독립된 연주곡으로도 쓰인다.
- 세레나데(Serenade): 보통 연인의 창가에서 간단한 악기 반주로 부르는 사랑 노래이다. 독립된 연주곡으로도 쓰인다.
- 교향시(Symphonic Poem): 대표적인 표제음악으로 낭만시대에 많이 쓰여진 관현악곡이다.
- 환상곡(Fantasia): 일정한 형식 없이 환상적으로 자유롭게 전개되는 곡
- 전주곡(Prelude): 서곡처럼 어떤 악곡의 처음에 연주되며, 자유로운 기악곡으로 독립되어 연주되기도 한다.
- 로망스(Romance):
- 기상곡(Capriccio):
- 무언가(Song without words):

## 같이 보기
- 아카펠라
- 이지 리스닝
- 인스트루멘탈 록
- 메들리
- 포스트 록
- 스무드 재즈